# Georg Heinrich Gercken
Georg Heinrich Gercken (* 1690 in Lübeck; † 7. Februar 1744 ebenda) war Jurist und Ratsherr der Hansestadt Lübeck.

## Leben
Georg Heinrich Gercken war Sohn des Lübecker Bürgermeisters Sebastian Gercken. Er studierte Rechtswissenschaften in Kiel, Jena und Leipzig von 1706 bis 1713. Seine Grand Tour führte ihn nach London, Paris, Straßburg und Wien. Weiter besuchte er Prag, Nürnberg, Wetzlar mit dem Reichskammergericht und die Niederlande. 1718 wurde er Ratssekretär in seiner Heimatstadt Lübeck, 1734 stieg er zum ersten Ratssekretär (Protonotar) auf. 1735 wurde er Ratsherr der Stadt. In seine Amtszeit als Ratsherr fällt die von der Bürgerschaft erzwungene Selbstergänzung des Lübecker Rates 1739. Gercken heiratete eine Tochter des Lübecker Bürgermeisters Daniel Müller.
Als Administrator der Schabbelschen Stipendienstiftung führte Gercken eine umfangreiche Korrespondenz mit August Hermann Francke.